# Invisibl Skratch Piklz
Invisibl Skratch Piklz fue una banda musical filipino-estadounidense de turntablism. Se formó en San Francisco (California) en 1989 y se mantuvieron activos hasta el 2000.

## Carrera
Los integrantes del grupo estaba integrada por DJs de hip-hop, que estuvieron entre los pioneros del movimiento turntablism en la década de los años 1990. Como turntablistas lograron crear piezas musicales con una serie de mezclas de diferentes estilo o géneros, mediante con el uso de las múltiples plataformas giratorias como eran los instrumentos. El grupo se hizo conocer por primera vez en 1989 con otro nombre llamado Shadow of the Prophet (en español: La sombra del Profeta), formada por DJ Qbert, Mix Master Mike y DJ Apolo, este último quien abandonó el grupo en 1993. Más adelante se integró al grupo DJ Disco, Shortkut, DJ Flare, Yogafrog, D-Styles y A -Trak en la alineación. Lanzaron numerosos proyectos y álbumes de mezclas musicales y además se presentaron en distintos documentales, como la denominada batalla de sonido conocida como "Scratch". El grupo Invisibl Skratch Piklz realizó su último concierto en vivo el 1 de julio del 2000.

## Integrantes
- DJ Disk
- Shortkut
- DJ Flare
- Yogafrog
- D-Styles
- A-Trak
- DJ Qbert
- Mix Master Mike
- DJ Apollo

## Discografía
- Mongoose Shuttle (1997) (unreleased)
- Vs. Da Klams Uv Deth (1997) (Asphodel)
- The Shiggar Fraggar Show, Volume 5 (1998) (Hip Hop Slam)
- The Shiggar Fraggar Show, Volume 4 (1999) (Hip Hop Slam)
- The Shiggar Fraggar Show, Volume 3 (1999) (Hip Hop Slam)
- The Shiggar Fraggar Show, Volume 2 (1999) (Hip Hop Slam)
- The Shiggar Fraggar Show, Volume 1 (2000) (Hip Hop Slam)
- Shiggar Fraggar 2000 (2000) (Hip Hop Slam)